# 3-й Херсонський корпус
3-й Херсонський корпус (від 17.04.1918 — Одеський, від 8.07.1918 — Херсонський) — військовий корпус Армії Української Держави.

## Очільники корпусу
Начальники корпусу:
- від 17 квітня 1918 — генерал Колодій Федір Олександрович
- після 8 липня 1918 — генерал Березовський Олександр Іванович[1]
- після 11 грудня 1918 — генерал Філатьєв[2]
- від 5 січня 1919 — отаман Осмоловський Віктор Дмитрович
- у березні 1919-го — генеральний хорунжий Олександр Поджіо

Начальники штабу корпусу:
- Генеральний хорунжий Сергій Ізергін
- з 13 грудня 1918 — підполковник Всеволод Змієнко

## Процес формування
До складу 3-го Херсонського корпусу увійшли всі частини, кадри яких станом на 15 квітня 1918 перебували в Одесі: 4-та стрілецька та 5-та піхотна дивізії, курінь «Вільна Україна», 4-1 автопанцирний дивізіон, 14-та авторота та 11-й інженерний полк.

## Склад
- 5-та піша дивізія (Одеса)
- 6-та піша дивізія (Миколаїв)
- 17-й (13-й) піший Тираспольський полк (Тирасполь)
- 18-й (14-й) піший Поморський полк (Одеса)
- 19-й (15-й) піший Одеський полк (Одеса)
- 20-й (скасований) піший Дніпровський полк (Вознесенськ)
- 21-й (16-й) піший Єлисаветградський полк (Єлисаветград)
- 22-й (17-й) піший Олександрійський полк (Олександрія)
- 23-й (18-й) піший Запорізький полк (Миколаїв)
- 24-й (скасований) піший Херсонський полк

### Протигетьманське повстання

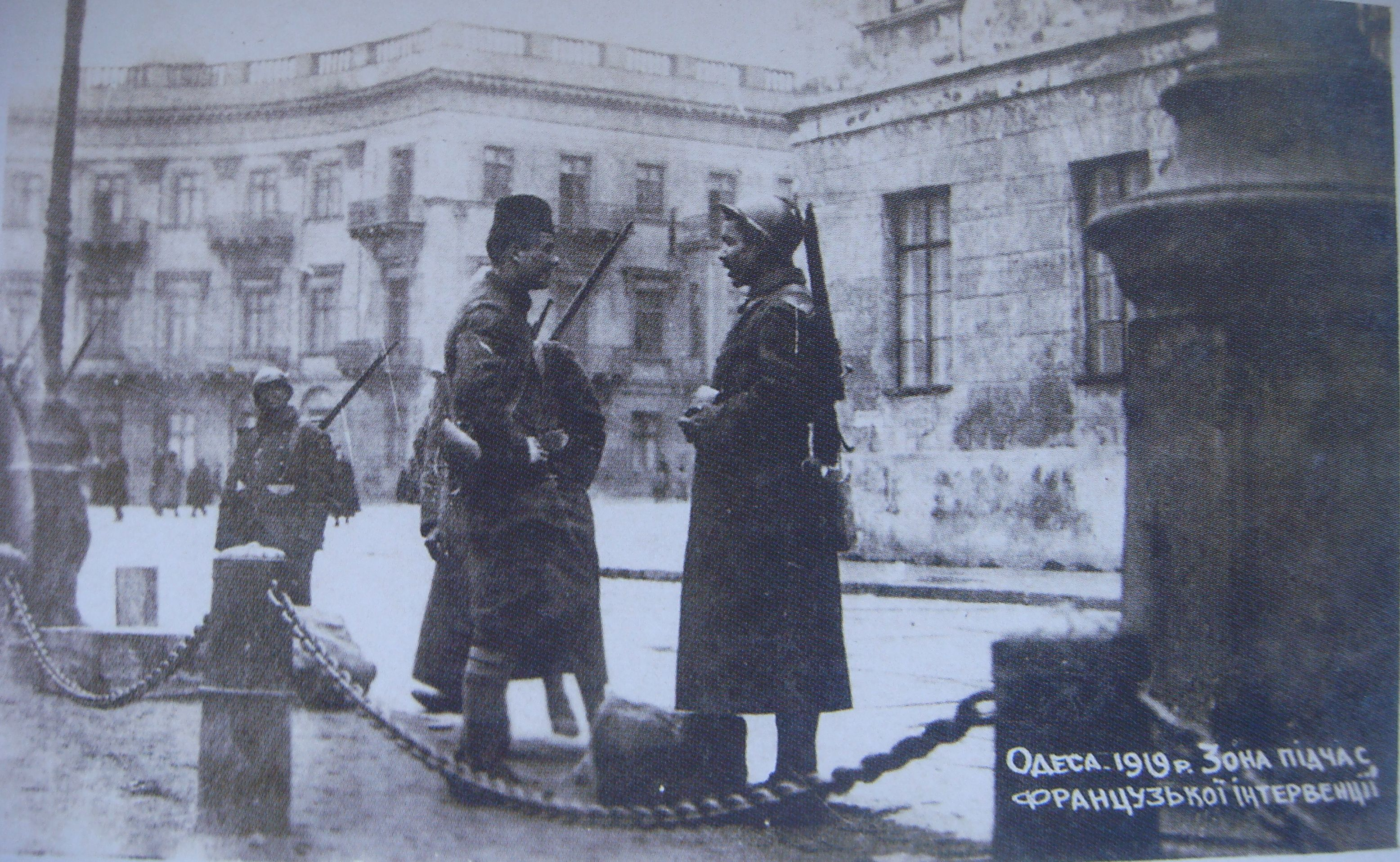
Війська Антанти в Одесі

Після початку Протигетьманського повстання у кадрах Корпусу відбувся розкол. Першу, значно чисельнішу, групу пробілогвардійсько налаштованих офіцерів очолив командир корпусу генерал Березовський. До її складу увійшли майже всі досвідчені командири з 4-ї стрілецької та 15-ї піхотної дивізії, що перебували на службі у 5-й та 6-й дивізіях. До другої групи на чолі з військовим медиком Іваном Луценком належали переважно молодці старшини — випускник Інструкторської школи старшин, які були прихильниками Директорії. У цій групі невдовзі сформувався 1-й та 2-й Одеські та Слобідський піші полки, Одеські студентські сотні, кілька добровольчих загонів та ін. Обидві сторони розташувалися в Одесі, але зберігали тимчасовий нейтралітет.
Генерал Березовський закликав до Одеси війська Антанти, заявивши, що він переходить на бік Добровольчої армії генерала Антона Денікіна. Передбачаючи, що м. Одеса буде остаточно зайняте військами Антанти і білогвардійцями, Іван Луценко та його начальник штабу військовий старшина Всеволод Змієнко 7 грудня 1918 висунили генералу Березовському ультиматум про негайне передання Одеси військам Директорії. Оскільки цього не було виконано, 11 грудня 1918 частини Директорії почали наступ на місто й досить швидко відтіснили добровольчі загони до одеського порту. Там їм довелося завантажитись на транспортний пароплав «Саратов» і вийти в одеський рейд. В Одесі було встановлено владу УНР, новим командувачем 3-го Херсонського корпусу, тепер підпорядкованого Директорії, було призначено генерала Філатьєва.

### У складі Дієвої армії УНР
Новий 3-й Херсонський корпус у складі Дієвої армії УНР зберігав стару організацію: складався з 5-ї та 6-ї пішої дивізії. Однак полки корпусу змінили свої назви. Так, до 5-ї дивізії тепер належали 1-й, 2-й Одеські та Слобідські полки, до 6-ї — 1-й Січовий Єлисаветградський, 2-й Січовий та Миколаївські полки. Недоліком цих формувань була катастрофічна нестача командного складу. Наприклад, станом на 30 січня 1919 року у 1-му та 2-му Одеських полках було лише по 6 старшин. Ще гірша ситуація спостерігалася у 6-й пішій дивізії, якою командували поручики — Вербицький і Юрченко Крім того, новопризначений командувач корпусу генерал Філатьєв невдовзі несподівано перейшов на бік Добровольчої армії.
23 січня 1919 року Генеральний штаб УНР наказав скасувати 3-й Херсонський корпус, причому його війська мусили переформатуватися у 1-шу запасну бригаду (у складі 2-х піших, гарматного, кінного й технічного полків та окремого куреня). Але цей наказ так і не було виконано.
Після переходу 1 січня 1919 року військ Н. Григор'єва на бік радянської влади більша частина 6-ї дивізії опинилася на його території і невдовзі була влита до складу червоних повстанських загонів отамана. Рештки її відступили до ст. Бірзула, де ввійшли до складу Запорізької Січі Дієвої армії УНР (отамана Божка). Після цього у складі 3-го Херсонського корпусу залишилася тільки 5-та піша дивізія. Командування Дієвої армії УНР намагалося використати її у боротьбі з радянськими повстанцями отаманів Хіменка та Зеленого в районі Звенигородки та Черкас, однак полки відмовились брати участь у цьому.

## Командування
- генерал Колодій
- генерал Березовський
- генерал Філатьєв

## Військовики корпусу
- Загородній Михайло Андрійович — начальник відділу з формування 3-го Херсонського корпусу Армії УНР (з 16 квітня 1918 року).
- Поджіо Олександр Михайлович — начальник кадрів корпусу у 1919 році